# Trận Mortara
Trận Mortara là một trận đánh trong cuộc Chiến tranh giành độc lập Ý lần thứ nhất, đã diễn ra vào ngày 21 tháng 3 năm 1849, tại thị trấn Mortara, Pavia, Ý. Trong trận chiến quyết liệt này, quân đội Sardegna-Piedmont dưới sự chỉ huy của viên tướng cách mạng người Ba Lan Wojciech Chrzanowski, với các sư đoàn thuộc quyền của Công tước xứ Savoie và tướng Giacomo Durando, đã bị quân đoàn của tướng Konstantin d'Aspre (trong đó Đại Công tước Albrecht là người chỉ huy sư đoàn đầu tiên) – một phần của quân đội đế quốc Áo dưới quyền chỉ huy của Thống chế Joseph Radetzky von Radetz đánh cho tan tác, gây cho quân đội Sardegna bị suy sụp về tinh thần. Trong khi quân đội Áo chỉ chịu thiệt hại nhỏ trong trận chiến này, quân đội Sardegna đã hứng chịu thiệt hại nặng nề. Đây là chiến thắng đầu tiên của Thống chế Radetzky vào năm 1849 trong cuộc chiến với Sardegna, và sau trận đánh này ông đã hành binh về hướng bắc rồi giành thắng lợi quyết định trong trận Novara. Trận Mortara cũng đem lại vinh quang cho Đại Công tước Albrecht – viên tướng Áo duy nhất thành công trong cuộc Chiến tranh Bảy tuần năm 1866.
Sau khi Radetzky đánh bại vua Carlo Alberto xứ Sardegna trong trận Custoza (1848), một thỏa ước đã được ký kết giữa hai phe. Đầu năm 1849, trong khi nhà nước cộng hòa được thành lập tại Roma, thỏa ước giữa Áo và Sardegna chấm dứt. Vào ngày 20 tháng 3, Alberto động binh, song sự tái chiến của ông không hề gây cho Radetzky bất ngờ. Cũng trong ngày 20 tháng 3, trong khi một sư đoàn của Carlo Alberto đã vượt sông Ticino và tiến xa đến tận Magenta, quân của Radetzky đã vượt sông một cách dễ dàng và đặt chân lên đất Piedmont. Kế hoạch của Radetzky là đánh chiếm Mortara, nhằm cắt đứt quân Sardegna khỏi Torino. Thành công của vị Thống chế Áo buộc Chrzanowski – người tổng chỉ huy quân đội Sardegna, phải điều động các quân đoàn của ông ta về Vigevano và Mortara. Cuộc giao tranh lớn đầu tiên trong chiến dịch đã bùng nổ khi quân đoàn đầu tiên của Radetzky đánh đuổi các lực lượng Sardegna mà họ tiếp cận về Vigevano. Trong thời gian đó, quân Sardegna dưới quyền Durando và Công tước xứ Savoie đã hội quân ở đằng trước Mortara. Gần tối ngày 21 tháng 3, quân đoàn thứ hai của Radetzky do tướng d'Aspre chỉ huy mới đến Mortara, tuy nhiên d'Aspre đã phát động một đợt tấn công nhằm vào các sư đoàn của Durando và Công tước xứ Savoie. Qua việc tung sư đoàn của Albrecht vào các đội hình hàng dọc tấn công, huy động 30 khẩu pháo vào mặt trận, và phái một sư đoàn khác của Áo do Schaffgoth chỉ huy yểm trợ cuộc tấn công, d'Asprey dồn toàn bộ lực lượng của ông vào sư đoàn của Durando. Trận đánh đã kéo dài trong suốt 3 tiếng rưỡi, và bất chấp sự kháng cự dữ dội của quân Sardegna, cuộc chiến đã kết thúc với thất bại hoàn toàn của họ trong màn đêm. Sau khi quân Sardegna rút vào Mortara, Đại tá Ludwig Ritter von Benedeck của Áo cùng với đội quân người Hungary của mình đã thọc vào thị trấn để tiến hành truy kích nhưng thất lạc trong đêm giữa vòng vây của đối phương. Benedeck đã hô to với quân Sardegna rằng họ đã bị vây khốn, và trong bóng tối, họ đã tin vào lời ông. Rất nhiều binh sĩ Sardegna đã đầu hàng. Sau đó, Benedeck thu được một số lượng tù binh và chiến lợi phẩm rất đáng kể, gồm cả những tướng tá nổi bật của Công tước xứ Savoie.
Đây là một thắng lợi quan trọng của quân Áo, do 5 sư đoàn Sardegna – vốn đã bị phân rãi trên một mặt trận quá rộng – không thể rút chạy về Vercelli và qua đó họ chỉ còn con đường duy nhất là rút về Novara. Sau vài ngày ở lại Mortara, quân đội của Radetzky đã tiến đánh Novara. Vào ngày 23 tháng 3, ông tới Novara. Thua trận Novara, quân Piedmont không còn là một lực lượng chiến đấu hiệu quả nữa.